# Sigmodon leucotis
Sigmodon leucotis is een zoogdier uit de familie van de Cricetidae. De wetenschappelijke naam van de soort werd voor het eerst geldig gepubliceerd door Bailey in 1902.